# Boqueho
Boqueho település Franciaországban, Côtes-d’Armor megyében. Lakosainak száma 1054 fő (2022. január 1.). Boqueho Cohiniac, Lanrodec, Le Leslay, Plouvara, Saint-Fiacre, Saint-Gildas és Châtelaudren-Plouagat községekkel határos.

## Népesség
A település népességének változása:
| Lakosok száma | 828  | 766  | 791  | 962  | 1086 | 1082 | 1078 | 1062 | 1054 | 1054 |
|               | 1968 | 1982 | 1990 | 2006 | 2013 | 2015 | 2017 | 2019 | 2020 | 2022 |